# Hildegund Sünderhauf-Kravets
Hildegund Sünderhauf-Kravets ist eine deutsche Juristin. Sie ist Professorin für Recht an der Evangelischen Fachhochschule Nürnberg. Bekannt wurde sie durch ihre Veröffentlichungen zum Wechselmodell, bei dem die Kinder getrennter Eltern abwechselnd und gleichberechtigt durch beide Elternteile betreut werden.

## Leben
Hildegund Sünderhauf-Kravets studierte zunächst Politikwissenschaften und Philosophie und anschließend Rechtswissenschaften an der Universität Konstanz, an der sie 1992 das erste juristische Staatsexamen ablegte. Das juristische Referendariat absolvierte sie in Konstanz und Berlin, bevor sie 1995 das zweite juristische Staatsexamen ablegte. Anschließend arbeitete sie als wissenschaftliche Mitarbeiterin bei dem Staatsrechtler Ekkehart Stein, bei dem sie 1997 mit dem Thema Mediation bei der außergerichtlichen Lösung von Umweltkonflikten in Deutschland zum Dr. jur. promovierte.
Von 1997 bis 2000 arbeitete sie als Rechtsanwältin für Familienrecht. Seit Oktober 2000 arbeitet sie als Professorin für Recht an der Evangelischen Fachhochschule Nürnberg am Fachbereich Sozialwesen. Ihre Arbeitsschwerpunkte liegen dabei auf dem Familienrecht, wobei sie sich insbesondere mit dem Adoptions- und dem Betreuungsrecht beschäftigt. Sie beschäftigt sich mit dem Recht der religiösen Kindererziehung sowie den Möglichkeiten von Konfliktmanagement und Mediation in Trennungsfamilien.
Bekanntheit erlangte sie als Befürworterin des „Wechselmodells“, bei dem die Kinder getrennter Eltern abwechselnd und gleichberechtigt durch beide Elternteile betreut werden. Deshalb wurde sie zur wichtigsten Kooperationspartnerin des Väteraufbruchs für Kinder e.V., der 2012 die „Projektgruppe Paritätische Doppelresidenz“ ins Leben rief. Aus der Projektgruppe des Väteraufbruchs entwickelte sich der „Internationale Rat für die Paritätische Doppelresidenz“ (ICSP), in dessen Vorstand sie arbeitet. Der ICSP setzt sich dafür ein, dass die Mitgliedsstaaten des Europarates das Wechselmodell als Grundsatz nach Trennung und Scheidung gesetzlich verankern. Sie pflegt Kontakte mit Françoise Hetto-Gaasch, der Initiatorin der Resolution 2079 des Europarates. Zum Thema Doppelresidenz veröffentlichte sie 2013 die erste deutsche umfassende Monographie unter dem Titel Wechselmodell: Psychologie – Recht – Praxis. Darin sieht sie insbesondere für das Kindeswohl sehr viele Vorteile im Wechselmodell im Vergleich mit dem hergebrachten Residenzmodell. Sie bemängelt die, im Gegensatz zu den meisten anderen westlichen Industrieländern, fehlenden rechtlichen Möglichkeiten. Auch diese seien mit ursächlich für die mangelnde Akzeptanz und infolgedessen die seltene Wahl des Wechselmodells als Betreuungsmöglichkeit für Kinder nach Trennungen.
Hildegund Sünderhauf-Kravets ist Mutter zweier Töchter.

## Buchveröffentlichungen
- Mediation bei der außergerichtlichen Lösung von Umweltkonflikten in Deutschland. Schriften des Vereins für Umweltrecht. Rhombos-Verlag, Berlin 1997, ISBN 3-930894-09-2.
- Wechselmodell: Psychologie – Recht – Praxis. Abwechselnde Kinderbetreuung durch Eltern nach Trennung und Scheidung. Springer-Verlag 2013, ISBN 978-3-531-18340-4.
- Praxisratgeber Wechselmodell. Wie Getrennterziehen im Alltag funktioniert. Springer, Wiesbaden 2020, ISBN 978-3-658-27209-8.